# Musée de l'Orangerie

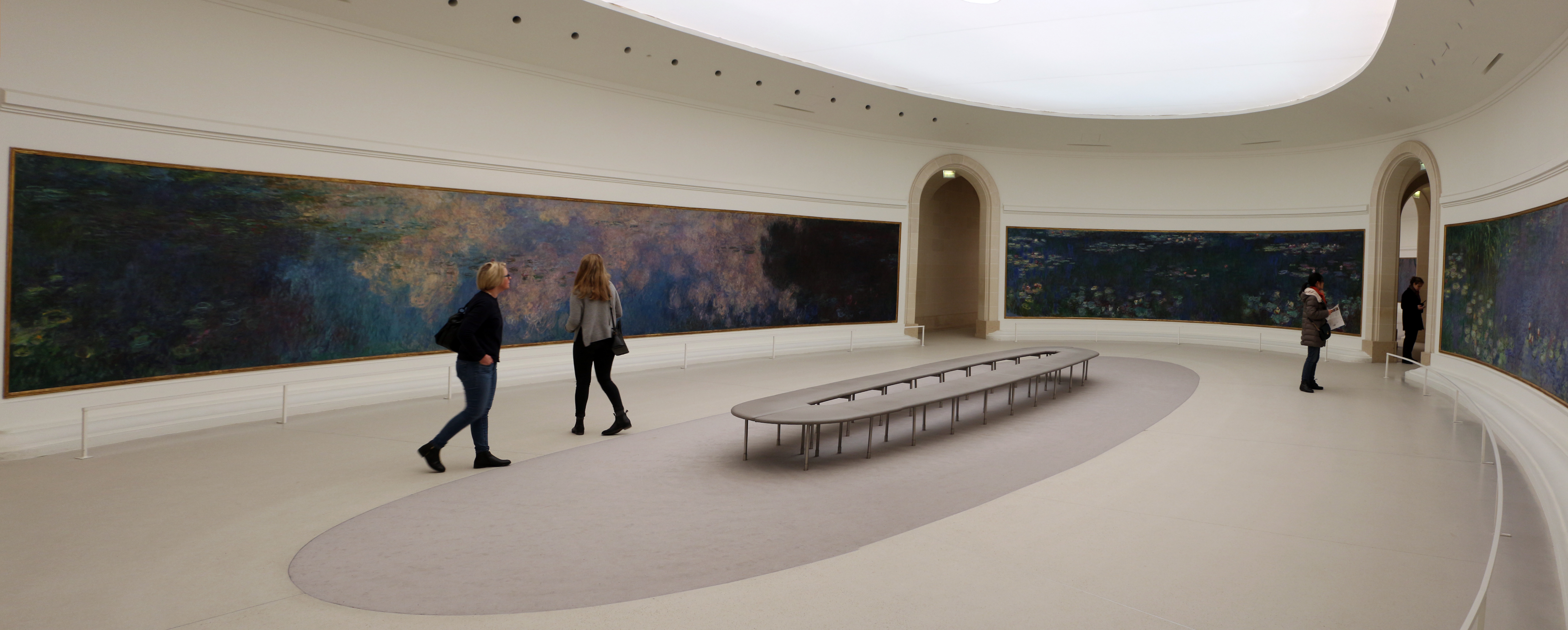
Zaal met de Waterlelies van Monet

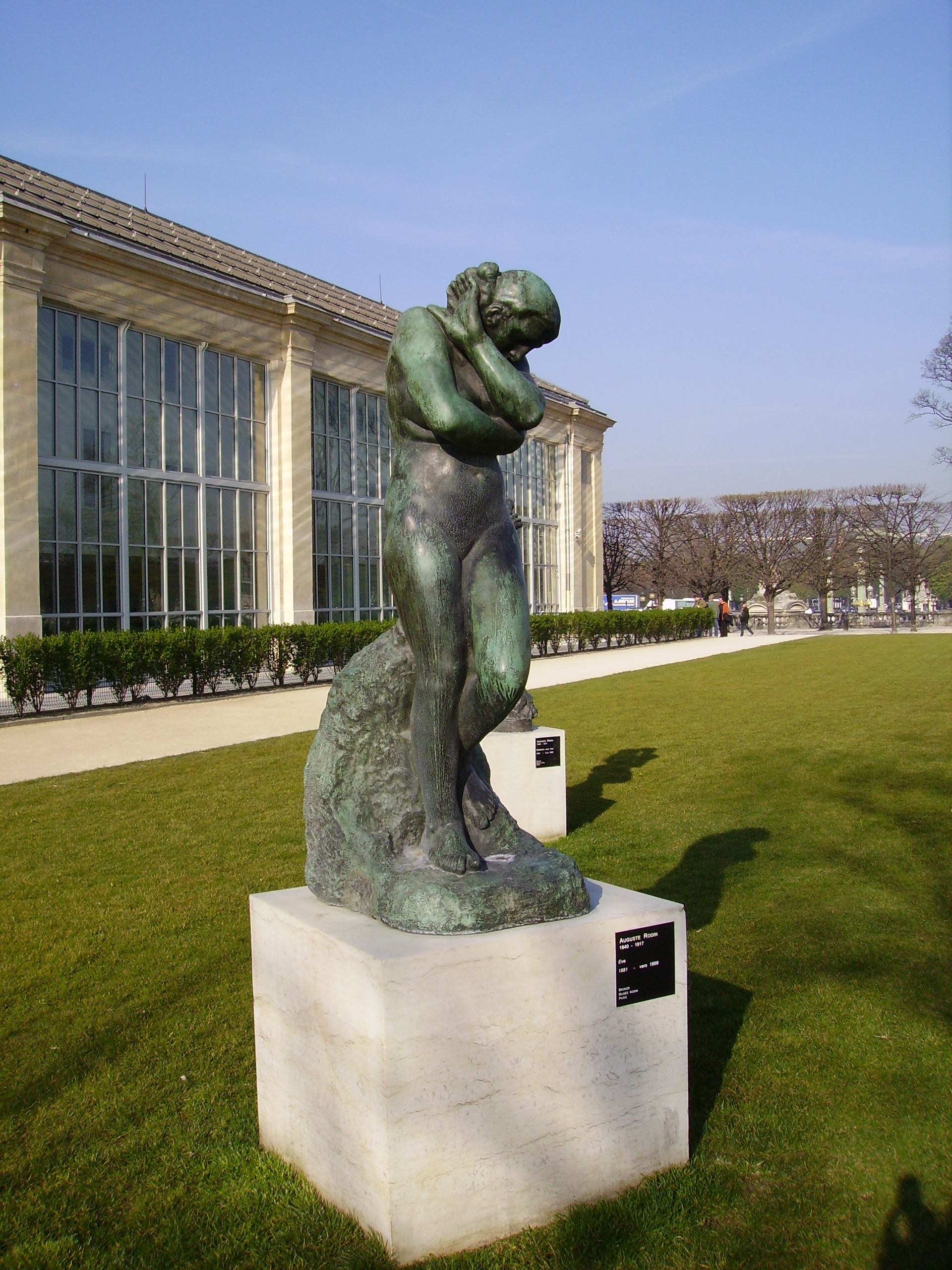
Orangerie met beeld Eve van Auguste Rodin

Musee de l'Orangerie is een klein museum, gelegen in de Tuilerieën aan de Place de la Concorde in het 1e arrondissement van Parijs. Het museum maakt deel uit van de Réunion des musées nationaux et du Grand Palais des Champs-Élysées.
In het museum hangen schilderijen uit het einde van de 19e en het begin van de 20e eeuw. Het museum is vooral bekend door de serie waterlelies (Frans: Nymphéas) van de Franse impressionistische kunstschilder Claude Monet (1840-1926). Deze grote doeken hebben als onderwerp de waterlelies in Monets tuin in Giverny. Licht, de breking van het licht en kleur spelen een grote rol in deze serie. Ze zijn gemaakt in de periode 1914-1926, de laatste 15 jaren van zijn leven. De gewaagde kleuren van de meest recente doeken zouden het resultaat zijn van een oogziekte.
Er zijn ook werken van andere bekende kunstenaars zoals Pierre-Auguste Renoir (Jeune Filles au Piano), Paul Cézanne (Le Rocher rouge), Pablo Picasso (La Grande Baigneuse), Chaïm Soutine en Henri Rousseau. Ook zijn er beelden van Auguste Rodin.